# Tommy Williams (Bassist)
Tommy Williams ist ein US-amerikanischer Bassist des Modern Jazz.
Williams wurde um 1934 herum in Brooklyn, New York geboren. Er trat 1959 auf der Jazzszene in Erscheinung, als er zusammen mit dem Pianisten Dick Katz die Sängerin Carmen McRae begleitete. Mitte 1960 ersetzte er Addison Farmer im Art Farmer/Benny Golson Jazztet und wirkte an dessen Alben
Big City Sounds, ferner The Jazztet & John Lewis und Jazztet at Birdhouse mit. Williams gehörte dem Jazztet bis Ende 1961 an und wurde durch Herbie Lewis ersetzt.
Außerdem wirkte er an Golsons und Farmers Solo-Projekten dieser Zeit mit, wie an den Alben Take a Number from 1 to 10 von Golson sowie Art und Perception von Art Farmer.
Im November 1960 arbeitete er mit Jay Jay Johnson und Kai Winding zusammen und spielte auf dem ersten Album des neu gegründeten Jazzlabels Impulse! Records (The Great Kai & J. J.). 1961 spielte er im Blue Mitchell Orchester (Smooth in the Wind).
Ab 1962 arbeitete Williams mit Stan Getz zusammen; er spielte auf dessen legendären Bossa-Nova-Alben Getz/Gilberto an der Seite von Antônio Carlos Jobim und João Gilberto sowie auf Jazz Samba Encore mit dem Luiz Bonfá Orchestra.